# Jennifer Donnelly
Jennifer Donnelly (Port Chester, 16 agosto 1963) è una scrittrice statunitense specializzata in letteratura per ragazzi.

## Biografia
Di discendenza irlandese, è nata nel 1963 a Port Chester e  vive a New York con il marito e la figlia.
Laureatasi all'Università di Rochester in Letteratura Inglese e Storia dell'Europa, prima d'intraprendere la carriera di scrittrice ha lavorato come commerciante di antiquariato, giornalista e copywriter.
A partire dal suo esordio nel 2002 con Humble Pie, ha pubblicato numerosi libri per giovani-adulti ottenendo la prestigiosa Carnegie Medal l'anno successivo grazie al romanzo storico Una voce dal lago.

## Opere principali

### Trilogia della rosa
- I giorni del tè e delle rose (The Tea Rose, 2002), Milano, Sonzogno, 2003 traduzione di Lucia Fochi e Stefania De Franco ISBN 88-454-2399-9.
- Come una rosa d'inverno (The Winter Rose, 2008), Venezia, Sonzogno, 2011 traduzione di Sara Caraffini e Giulio Lupieri ISBN 978-88-454-2510-3.
- La rosa selvatica (Wild Rose, 2011), Venezia, Sonzogno, 2013 traduzione di Sara Caraffini ISBN 978-88-454-2511-0.

### Saga Waterfire
- Deep Blue, Milano, Walt Disney, 2014 traduzione di Marina Migliavacca Marazza ISBN 978-88-522-1819-4.
- Onda malvagia. Waterfire saga. Vol. 2 (Rogue Wave), Firenze - Milano, Giunti, 2015 traduzione di Marina Migliavacca Marazza ISBN 978-88-522-1959-7.
- Dark Tide (2015)
- Sea Spell (2016)

### Altri romanzi
- Humble Pie (2002)
- Una voce dal lago (A Northern Light, 2003), Milano, Mondadori, 2005 traduzione di Egle Costantino ISBN 88-04-54722-7.
- Revolution (2010)
- La strada nell'ombra (These Shallow Graves, 2015), Milano, Mondadori, 2016 traduzione di Barbara Servidori ISBN 978-88-04-66908-1.
- Lost in a Book (2017)
- Stepsister: sorelle di sangue (Stepsister, 2019), Milano, Mondadori, 2020 traduzione di Barbara Servidori ISBN 978-88-04-72203-8.

### Antologie
- Fatal Throne (2018)

## Premi e riconoscimenti
- Carnegie Medal: 2003 vincitrice con Una voce dal lago
- Los Angeles Times Book Prize: 2003 vincitrice nella categoria Young adult literature con Una voce dal lago